# Don DaGradi
Don DaGradi (* 1911 in New York City; † 4. August 1991 in Friday Harbor, Washington) war ein US-amerikanischer Drehbuchautor.

## Leben
DaGradi arbeitete von den 1950er- bis zu den 70er-Jahren für die Walt Disney Studios. Er schrieb unter anderem an den Drehbüchern zu Susi und Strolch (1955), Mary Poppins (1964) und Die tollkühne Hexe in ihrem fliegenden Bett (1971). DaGradi wurde 1964 mit dem Film Mary Poppins in der Kategorie „Bestes Drehbuch nach literarischer Vorlage“ für einen Oscar nominiert.
1991 wurde DaGradi offiziell zur Disney-Legende erklärt.